# Arion (mitologie)

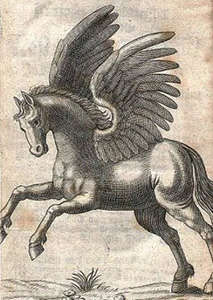
Arion

În mitologia greacă, Arion sau Areion (în greacă veche 'Ἀρίων, Ἀρείων, gen.: Ἀρίωνος, Ἀρείωνος) este un cal nemuritor de rasă divină, extrem de rapid, care, potrivit poetului latin Sextus Propertius, a fost înzestrat cu darul vorbirii. 

## Filiație
Crearea lui Arion de către Poseidon în formă de armăsar variază în funcție de autor: potrivit lui Pseudo-Apolodor, calul a fost născut de Demetra în timp ce ea avea „chipul unei furii”; Pausanias a afirmat că, potrivit lui Antimachus, calul a fost mânzul Geei, care este personificarea Pământul. Potrivit lui Quintus Smyrnaeus, Arion a fost născut prin suflarea tare a lui Zephyrus asupra unei harpii (probabil Podarge).

## Mitologie
În Ciclul Troian Arion a fost călărit mai ales de Adrastus, regele din Argos. Primele mențiuni literare ale lui Arion se află în Homer, Iliada, XXIII, 346. Statius a pomenit, de asemenea, acest cal în poemul epic latin din secolul I Tebaida, VI, 301.

### Homer
Cu privire la Arion, Homer a scris în Iliada:
„... cine ar mai fi în stare să te-ajungă din urmă sau să te biruie, chiar de s-ar avânta slăvitul Arion, din obârșii zeiești, sprintenul telegar al lui Adrastos ...”

### Pseudo-Apolodor
Pseudo-Apolodor (III, 6, 8) povestește că, în bătălia de la Argos, aceeași luptă în care Eteocles și Polynice s-au ucis unul pe celălalt, Adrastos, singurul conducător al Argosului care a supraviețuit, a fost salvat de calul său, Arion, pe care Demetra, în chip de furie, l-a conceput cu Poseidon. Cercetătorii Iliadei (XXIII, 347) și ai operei lui Lycophron (153) i-au atribuit aceeași origine.

### Pausanias
Pausanias afirmă:
„Se spune că Demetra ar fi avut o fiică cu Poseidon, al cărui nume nu este permis să fie spus celor neinițiați, și un cal numit Areion. Din acest motiv se spune că arcadienii au fost primii care l-au numit Calul lui Poseidon.”
În sprijinul descendenței lui Arion pe care o susțineau arcadienii, Pausanias menționează că aceștia citează câteva versuri din Iliada lui Homer și din Tebaida (un poem epic grecesc anterior scris de un autor necunoscut, din care acum au rămas doar câteva fragmente). Pausanias scrie că „se spune în Tebaida că Adrastos a fugit din Teba îmbrăcat cu haine mizerabile și condus de cu Areion, cel cu coama închisă la culoare”. Cercetătorii latini pretind că aceste versete indică faptul că Neptun era tatăl lui Arion. Totuși Pausanias îl citează pe Antimachus din Colophon care spunea că Arion era fiul Pământului (Gaia):
„Adrastos, fiul lui Talaus, descendent al lui Cretheus,
Primul dintre urmașii lui Danaus care a călărit faimoșii săi cai,
Rapizii Caerus și Areion din Thelpusa,
Pe care lângă crângul onceanului Apollo
Pământul însuși i-a trimis ca o minune pe care muritorii să o vadă."
Potrivit lui Pausanias, Heracle, luptând cu locuitorii cetății Elea, a dobândit acest cal de la Oncus. Fiul lui Zeus l-ar fi călărit pe Arion atunci când a cucerit cetatea Elis. Ulterior, Heracle l-a dăruit pe Arion lui Adrastos; așa se explică de ce Antimachus a spus despre Arion: „Adrastos a fost al treilea stăpân care l-a îmblânzit”.

## În cultura populară
- Arion apare în romanul fantasy The Son of Neptune al lui Rick Riordan, în care el este stăpânit de semizeița romană Hazel Levesque, fiica lui Pluto. Hazel îl întâlnește pe Arion într-o cușcă de la sediul central al Amazoanelor din Seattle și reușește să-l hrănească și apoi să-l călărească. El apare ulterior în restul cărților din seria Heroes of Olympus. Potrivit lui Percy, calul, de obicei, „înjură ca un marinar”.
- Reclamele japoneze pentru Mitsubishi Starion descriu acest nume ca referindu-se la o stea și la Arion.
- Arion apare în jocul Wizard101. El este în această versiune un cal umanoid, care este fiul lui Poseidon: Earth Shaker și fratele Lamiei. Jucătorii lupta cu el în Atlantea în zona temniței Aquila.